# Treasure EP.1: All to Zero
Treasure EP.1: All to Zero – debiutancki minialbum południowokoreańskiej grupy Ateez, wydany 24 października 2018 roku przez wytwórnię KQ Entertainment. Płytę promowały single „Pirate King” (kor. 해적왕) i „Treasure”. Sprzedał się w nakładzie 85 109 egzemplarzy w Korei Południowej (stan na wrzesień 2020 r.).

## Lista utworów
| CD | CD                                             | CD                                             | CD                            | CD                | CD      |
| Nr | Tytuł utworu                                   | Tekst                                          | Kompozycja                    | Aranżacja         | Długość |
| -- | ---------------------------------------------- | ---------------------------------------------- | ----------------------------- | ----------------- | ------- |
| 1. | „Intro: Long Journey”                          | Eden, Buddy, Leez, Maddox                      | Eden, Leez, Buddy, Ahn Su-wan | Ahn Su-wan        | 1:36    |
| 2. | „Haejeog-wang” (kor. 해적왕, ang. Pirate King) | Eden, Buddy, Leez, HLB, Hongjoong, Song Min-gi | Eden, Leez, Buddy             | Eden, Leez, Buddy | 3:15    |
| 3. | „Treasure”                                     | Eden, Buddy, Leez, HLB, Hongjoong, Song Min-gi | Eden, Leez, Buddy             | Eden, Leez, Buddy | 3:40    |
| 4. | „Twilight”                                     | Eden, Buddy, Leez, HLB, Hongjoong, Song Min-gi | Eden, Leez, Buddy             | Eden, Leez, Buddy | 3:44    |
| 5. | „Stay”                                         | Eden, Buddy, Leez, HLB, Hongjoong, Song Min-gi | Eden, Leez, Buddy             | Eden, Leez, Buddy | 3:19    |
| 6. | „My Way”                                       | Eden, Buddy, Leez, HLB, Hongjoong, Song Min-gi | Eden, Leez, Buddy             | Eden, Leez, Buddy | 3:48    |

## Notowania
| Lista                   | Pozycja |
| ----------------------- | ------- |
| Gaon Weekly Album Chart | 7       |